# Jeffrey Jones
Pour les articles homonymes, voir Jeffrey Jones (homonymie) et Jones.
Jeffrey Jones est un acteur américain né le 28 septembre 1946 à Buffalo. Il est connu pour ses rôles de l'empereur Joseph II dans Amadeus de Miloš Forman en 1984, Charles Deetz dans Beetlejuice de Tim Burton en 1988, d'Edward R. Rooney dans La Folle Journée de Ferris Bueller de John Hughes en 1986 et de l'Oncle Crenshaw Little dans Stuart Little de Rob Minkoff en 1999. 
Reconnu coupable d'agression sur un mineur lors d'une affaire remontant à 2003, il fut fiché comme pédophile jusqu'en septembre 2009 - date à laquelle il devait renouveler son enregistrement dans le registre des délinquants sexuels. Ne s'étant pas présenté à l'audience, cette fois il fut arrêté et condamné en juin 2010. Cet évènement et le scandale qui en résultèrent mirent un terme à sa carrière d'acteur malgré ses efforts répétés pour la relancer.

## Filmographie
- 1983 : Easy Money de James Signorelli
- 1983 : Les Enquêtes de Remington Steele (Saison 2 épisode 5)
- 1984 : Amadeus de Miloš Forman : Joseph II du Saint-Empire
- 1985 : Transylvania 6-5000 de Rudy De Luca : Lepescu
- 1986 : Si c'était demain : Budge (Mini-série)
- 1986 : La Folle Journée de Ferris Bueller (Ferris Bueller's Day Off) de John Hughes : Edward Rooney
- 1986 : Howard... une nouvelle race de héros de Willard Huyck
- 1988 : Beetlejuice de Tim Burton : Charles Deetz
- 1988 : Élémentaire, mon cher... Lock Holmes de Thom Eberhardt : inspecteur Lestrade
- 1989 : Valmont de Miloš Forman
- 1989 : Mais qui est Harry Crumb ? de Paul Flaherty : Eliot Draisen
- 1990 : À la poursuite d'Octobre Rouge (The Hunt for Red October) de John McTiernan : Skip Tyler
- 1992 : Sur la corde raide (Out on a Limb) de Francis Veber
- 1992 : Mom and Dad Save the World de Greg Beeman : Dick Nelson
- 1992 : Telemaniacs (Stay Tuned) de Peter Hyams : Spike
- 1994 : Ed Wood de Tim Burton : Criswell
- 1996 : La Chasse aux sorcières de Nicholas Hytner
- 1996 : Les aventures de l'escamoteur de Paul Miller : Gustav Shank
- 1997 : L'Associé du diable de Taylor Hackford : Eddie Barzoon
- 1998 : There's no fish food in Heaven de Eleanor Gaver
- 1998 : Vorace de Antonia Bird : Le colonel Hart
- 1999 : Sleepy Hollow : La Légende du cavalier sans tête (Sleepy Hollow) de Tim Burton : révérend Steenwick
- 1999 : Stuart Little de Rob Minkoff : Oncle Crenshaw Little
- 1999 : Flypaper : Roger
- 2000 : Company Man de Peter Askin
- 2001 : How High de Jesse Dylan: Le vice-président
- 2001 : Docteur Dolittle 2 de Steve Carr
- 2004-2006 : Deadwood (série TV) : A.W. Merrick
- 2007 : Who's Your Caddy? de Don Michael Paul

Il a également fait une apparition à la télévision dans La momie qui ne voulait pas mourir, un épisode de la saison 5 des Contes de la crypte.

## Voix françaises
- Jacques Frantz dans :
  - Transylvania 6-5000
  - Docteur Dolittle 2

- Michel Prudhomme dans :
  - Ed Wood
  - Deadwood (série télévisée)

et aussi
- Claude Giraud dans Amadeus (1er puis 2e doublages)
- Luc Florian dans La Folle Journée de Ferris Bueller
- Pierre Hatet dans Howard... une nouvelle race de héros
- Patrick Préjean dans Beetlejuice
- Bernard Tiphaine dans Élémentaire mon cher... Lock Holmes
- Roland Ménard dans Valmont
- Daniel Beretta dans À la poursuite d'Octobre rouge
- Michel Modo dans L'Associé du diable
- Michel Fortin dans Vorace
- Michel Favory dans Sleepy Hollow : La Légende du cavalier sans tête
- Benoît Allemane dans Company Man